# Michael Kleinjohann
Michael Kleinjohann (* 30. Mai 1959 in Köln) ist ein deutscher Medienmanager, Journalist und Medien- und Kommunikationswissenschaftler. Er ist Professor für Marketing & Communications Management an der International School of Management.

## Berufliche Laufbahn
Kleinjohann besuchte das Friedrich-Wilhelm-Gymnasium in Trier und studierte von 1980 bis 1986 an der Westfälischen-Wilhelms-Universität in Münster Kommunikationswissenschaft und Publizistik, Geschichte sowie Kunstgeschichte und promovierte 1986 über den Markt der Sportzeitschriften in Deutschland.
Als Journalist und Fotograf arbeitete er von 1979 bis 1987 für das Surf-Magazin als Reisejournalist und für den Südwestfunk als Hörfunkreporter.
Seinen Berufsweg im Medienmanagement begann er 1987 als Anzeigenleiter, Objektleiter und Verlagsleiter bei der Motor-Presse Stuttgart und war verantwortlich u. a. für die Zeitschriften promobil, Caravaning, Motor Klassik und MODELL Fahrzeug. Weitere Positionen im Medienmanagement waren Geschäftsführer der Stadtzeitschriftengruppe Prinz (Hamburg), Mitglied der Geschäftsleitung der Verlagsgruppe Milchstraße (u. a. TV Spielfilm, Cinema, 2000–2007) und Geschäftsführer des Reiseführer-Verlages Travel House Media (u. a. Polyglott, Merian).
Internationale Management-Erfahrung sammelte er als Geschäftsführer des Heinrich Bauer Verlags in Warschau (1995–1998), als Chief Executive Officer der Motor-Presse Schweiz AG in Zürich (2010–2014) sowie durch Beratungsmandate u. a. in Frankreich, Kroatien und Ungarn.
Er ist Publisher von Special-Interest Websites (u. a. zu Sportzeitschriften) und internationalen und regionalen Tourismusportalen (u. a. zu Cadzand, Breskens und Nieuwvliet) und berät mit seiner Agentur Unternehmen im Bereich Digital-Marketing und Markenführung.

## Akademische Laufbahn
Kleinjohann lehrte als Dozent an der Technischen Universität München, in Hamburg, an der Hochschule Mittweida, der Hochschule Fresenius und an der BiTS. Von 2008 bis 2011 war er an der Hochschule Macromedia in Hamburg Professor für Medienmanagement und Studiengangsleiter mit den Lehrschwerpunkten Internationale Medienwirtschaft, Medienforschung, Medienökonomie und Journalismus.
Seit März 2017 lehrt und forscht er an der International School of Management am Campus Köln als Studiengangsleiter und Professor für Marketing & Communications Management mit den Schwerpunkten Unternehmenskommunikation, Public Relations, Corporate Identity, Werbung, Social Media und Online-Marketing sowie Internationales Sportmanagement.

## Publikationen
- Sportzeitschriften in der Bundesrepublik Deutschland.  Bestandsaufnahme – Typen – Themen – Publikum. Frankfurt/Bern/New York 1987[5]
- Funktion und Wirkungspotential von Sportzeitschriften: Erfahrungen, Ergebnisse und Erkenntnisse. In: Hackforth, Josef (Hrsg.): Sportmedien & Mediensport. Wirkungen – Nutzung – Inhalte der Sportberichterstattung. Berlin 1988, S. 127–145[6]
- Medienordnung (S. 333–339), Advertorial (mit Jan Lies S. 623–627), Corporate Publishing – Mitarbeiterzeitschrift (S. 73–76), Berufsorganisationen der Public Relations (S. 21–26), Online-Kommunikation – Bürgerjournalismus (mit Jan Lies S. 376–382)  In: Public Relations – ein Handbuch, Jan Lies (Hrsg.), Konstanz 2008[7]
- Sportzeitschriften. In: Sportjournalismus. Horky, Thomas/Schauerte, Thorsten/Schwier, Jürgen/Deutscher Fachjournalistenverband (Hg.), Konstanz 2009, S. 155–169[8]
- Theorien des PR-Managements. Geschichte – Basiswissenschaften – Wirkungsdimension, Jan Lies (Hrsg.), Wiesbaden 2015[9]
- Praxis des PR-Managements. Strategien – Instrumente – Anwendungen, Jan Lies (Hrsg.), Wiesbaden 2015[10]
- Marketingkommunikation mit Acoustic Branding. Planung, Einsatz und Wirkung von Stimme, Ton und Klang für die Corporate Identity. Wiesbaden 2020[11]
- Marketingkommunikation mit der Generation Z. Erfolgsfaktoren für das Marketing mit Digital Natives. (mit Victoria Reinecke). Wiesbaden 2020[12]
- Marketingkommunikation mit Corporate Architecture. Markenstärkung von Unternehmen durch wirkungsvolle Innen- und Außenarchitektur. Wiesbaden 2021[13]
- Marketingkommunikation mit Out-of-Home-Medien. Planung, Einsatz und Wirkung von Außen- und Verkehrsmittelwerbung. Wiesbaden 2021[14]
- The New Normal Out of Home: Mobile Marketing und Out of Home-Werbekommunikation mit dem „Post-Corona Homo Mobilis“. in: Proff, H. (Hg.) Towards the New Normal in Mobility. Technische und betriebswirtschaftliche Aspekte. Springer Gabler, Wiesbaden 2023, S. 973–991.[15]
- Grundlagen der Werbung. Theorie - Markt - Ethik - Recht. Wiesbaden 2024.[16]
- Grundlagen des Werbemanagements. Konzeption - Werbeträger - Evaluation. Wiesbaden 2024.[17]

## Preise und Auszeichnungen
- 1997 Goldene CD „Zlota Plyta“ Polnischer Musikverband ZPAV für „20 Hits BRAVO Vol.3“
- 1998 Goldene CD „Zlota Plyta“ Polnischer Musikverband ZPAV für „20 Hits BRAVO Vol.4“[18]
- 2003 Silber TV-/Kino Spot – ADC für TV SPIELFILM TV-/Kino-Kampagne
- 2003 Bronze Funk ADC – für TV SPIELFILM-Radio-Kampagne „Filmfieber“
- 2004 Bronze Funk ADC – für TV SPIELFILM-Radio-Kampagne „Sie lieben Filme“
- 2006 Nagel in Silber – ADC für TV SPIELFILM-Print-Kampagne „Zwei Wörter“[19]